# Terrier Armoured Digger
Terrier Armoured Digger – brytyjski pojazd inżynieryjny wprowadzony do służby w 2013 roku w celu zastąpienia używanego w British Army, wozu FV180 Combat Engineer Tractor. Opracowany i produkowany przez spółkę BAE Systems.

## Historia
Z początkiem XXI wieku, armia brytyjska postanowiła rozpocząć prace nad opracowaniem następcy starzejącej się floty wozów FV180, które wprowadzono do służby w połowie lat 70. XX wieku. W lipcu 2002 roku zlecono opracowanie nowego wozu spółce BAE Systems. Prototyp nowego pojazdu, który oznaczono jako Terrier Armoured Digger, został zaprezentowany w maju 2005 roku. Producent zbudował kolejne cztery pojazdy prototypowe do przeprowadzenia testów, które prowadzono w 2009 roku. W 2010 roku, po przeprowadzonych testach zmieniono wymagania programu Terrier, tym samym wybudowano nowy prototyp. Jego budowa zakończyła się w grudniu 2010 roku, zaś testy rozpoczęły się w 2011 roku. 
Pierwsze pojazdy Terrier Armoured Digger zostały dostarczone do służby w jednostkach Royal Engineers w 2013 roku. W 2015 roku dostarczono ostatni pojazd, tym samych łącznie wyprodukowano ich 60 egzemplarzy. 

## Konstrukcja
Terrier przeznaczony jest do prowadzenia różnych prac inżynieryjnych, m.in. do usuwania zapór inżynieryjnych, prowadzenia prac ziemnych czy oczyszczania pól minowych. Kadłub pojazdu wykonano ze stali, która chroni załogę przed ostrzałem z broni ręcznej i odłamkami pocisków artyleryjskich. Przedział załogi wyłożony jest wewnątrz wkładkami przeciwodłamkowymi. Wóz ma podwójną podłogę chroniącą spód pojazdu przed wybuchami min czy IED. Terrier przystosowany jest do transportu drogą powietrzną w ładowni samolotu Airbus A400M czy Boeing C-17. Załoga liczy 2 osoby i składa się z kierowcy oraz dowódcy. Wóz wyposażony jest w przedniej części kadłuba w lemiesz spychacza oraz  hydrauliczne ramię z łyżką koparki, które ulokowane jest po prawej stronie kadłuba. Ramię koparki jest w stanie unieść ładunek o masie do 3000 kg. Dodatkowo pojazd może być zdalnie sterowany z odległości do 1000 m. 
Napęd stanowi silnik wysokoprężny Caterpillar C18, który generuje moc 700 KM. Pozwala to na osiągnięcie maksymalnej prędkości wynoszącej 70 km/h. Do samoobrony wóz zamontowany ma karabin maszynowy kalibru 7,62 mm oraz osiem wyrzutni granatów dymnych. Zapas amunicji do karabinu maszynowego wynosi 600 sztuk. 